# Club Deportivo Industrial
Der Club Deportivo Industrial, auch bekannt als Industriales de Tepatitlán, ist ein mexikanischer Fußballverein aus Tepatitlán de Morelos im Bundesstaat Jalisco. 

## Geschichte
Der Verein wurde 1935 von Jesús Vazques, Salome Camarena und Roberto Navarro gegründet. Die Vereinsbezeichnung wurde nach dem damaligen Namen einer Straße (Calle Industria) gewählt, aus der die meisten Spieler der Anfangszeit stammten. 
Der Club Deportivo Industrial stellte die erste Fußballmannschaft der Stadt, die den Schritt in den Profifußball wagte und in der seinerzeit drittklassigen Tercera División vertreten war. Als zur Saison 1982/83 mit der Segunda División 'B' eine neue drittklassige Fußballliga ins Leben gerufen wurde und die Tercera División den Rang einer vierten Liga erhielt, gehörte Industrial zu den Mannschaften, die eingeladen wurden, als Gründungsmitglieder in dieser neuen Liga zu spielen, in der sie die folgenden zehn Jahre vertreten war. 
In der Saison 1986/87 erhielt Industrial Konkurrenz aus der eigenen Stadt, als Deportivo Tepatitlán der Aufstieg aus der Tercera División gelang. Die beiden Stadtrivalen repräsentierten damals die unterschiedlichen sozialen Schichten der Stadt.
In den 6 gemeinsamen Spielzeiten, die die beiden Vereine zwischen 1986/87 und 1991/92 in der Segunda División 'B' verbrachten, kam es zu 24 direkten Begegnungen. 6 Spiele gewann Industriales, 9 gewann Deportivo und die restlichen 9 endeten unentschieden. Die Wege trennten sich nach dem Ende der Saison 1991/92, als Deportivo die Meisterschaft gewann und somit in die damals noch zweitklassige Segunda División aufstieg, während Industriales zum selben Zeitpunkt in die Tercera División abstieg. 